# Razsodnost in rahločutnost
Razsodnost in rahločutnost (v izvirniku angleško Sense and Sensibility) je roman angleške pisateljice Jane Austen] iz leta 1811. To je prvi roman Jane Austen, izdala ga je pod psevdonimom »A Lady« (dama). 

## Zgodba
Zgodba se vrti okoli dveh sester, Elinor in Marianne, hčerki gospoda Dashwooda in njegove druge žene. Imata tudi mlajšo sestro, Margaret, in starejšega polbrata Johna. Ko jim umre oče, posestvo pripada Johnu in ta jih napodi s posestva. Nato si dekleta najdejo majhno hišo pri daljnih sorodnikih, gospodu in gospe Middleton. Tam dekleti izkusita tako ljubezen kot razočaranje. Na koncu le najdeta vsaka svojo ljubezen. Skozi roman Elinor in Marianne v življenju in ljubezni najdeta ravnotežje med razsodnostjo (ali čisto logiko) in rahločutnostjo (ali čisto čustvenostjo). 

## Osebe
- Henry Dashwood - bogat gospod, ki umre na začetku; oče Johna Dashwooda
- Mrs. Dashwood - druga žena Henryja Dashwooda ter mati od Elinor, Marianne in Margaret
- Marianne Dashwood
- Elinor Dashwood
- Margaret Dashwood
- John Dashwood
- Fanny Dashwood - žena Johna Dashwooda
- Sir John Middleton - daljni sorodnik gospe Dashwood
- Lady Middleton - žena gospoda Middletona
- Mrs. Jennings - mati od Lady Middleton in Charlotte Palmer
- Edward Ferras - starejši brat Fanny Dashwood
- Robert Ferras - najmlajši brat Edwarda Ferrasa in Fanny Middleton
- Mrs. Ferras - mati Edwarda, Roberta in Fanny
- Colonel Brandon - prijatelj gospoda Middletona
- John Willoughby - mladenič, v katerega se Marianne zaljubi, a se z njim ne poroči
- Charlotte Palmer - hči gospe Jennings
- Thomas Palmer - mož Charlotte Palmer
- Lucy Steele - mlada, dalnja sorodnica gospe Jennings
- Anne / Nancy Steele - sestra od Lucy Steele
- Miss Sophia Grey - premožna dedinja, s katero se Willoughby poroči zaradi denarja
- Lord Morton - oče gospodične Morton
- Miss Morton - premožna ženska, za katero gospod Ferrars želi, da se poroči z njegovim sinom Edwardom in kasneje Robertom
- Mr. Pratt - stric od Lucy Steele
- Eliza Williams - varovanka Colonela Brandona
- Elizabeth Williams - ženska, v katero je bil Colonel Brandon zaljubljen
- Mrs. Smith - premožna teta gospodiča Willoughbyja